# Phare de Start Point
Le phare de Start Point est un phare situé sur la petite île inhabitée de Start Point, à la pointe nord-est de l'île Sanday, la plus au nord-est des îles de l'archipel des Orcades au nord des Highlands en Écosse. C'est une île accessible à marée basse.
Ce phare est géré par le Northern Lighthouse Board (NLB) à Édimbourg,l'organisation de l'aide maritime des côtes de l'Écosse.

## Le phare
Une balise non éclairée a été construite à Start point en 1802 pour avertir des navires qui pouvaient être attirés par la lumière du phare de Nordh Ronaldsay en s'écartant trop loin à l'est sur Sanday. La balise a été surmontée d'une grande boule, plus tard réutilisée pour Dennis Head à North Ronaldsay. En 1806, il était équipé de la première lumière tournante en Écosse.
Le nouveau phare a été conçu par les ingénieurs civils écossais Thomas Smith et Robert Stevenson en 1870. C'est une haute tour cylindrique de 23 m de haut, avec galerie et lanterne noire, attenante à une maison de gardiens. Ce fut le premier phare écossais pour à avoir une lumière rotative avec une lentille de Fresnel de 4° ordre. Depuis 1915, il possède des rayures verticales noires et blanches distinctives qui sont uniques en Écosse. La lumière a été automatisée en 1962 et est alimentée par 36 panneaux solaires. Il émet deux flashs blancs (espacés de 2,5 secondes) toutes les vingt secondes. Il est le phare le plus à l'est des Orcades.
Maintenant, la maison du gardien de deux étages est occupée comme résidence privée, mais le propriétaire s'occupe aussi du phare d'une façon informelle. L'île est accessible par le ferry et le phare peut être atteint à pied à marée basse. Le site et le phare peut être visité sur rendez-vous.
Identifiant : ARLHS : SCO-225 - Amirauté : A3718 - NGA : 3276.
. Au sud du complexe du phare, une ferme, de conception et de construction traditionnelles, qui intègre un four de séchage du maïs (inspecté) est maintenant ruineuse.

## Anecdote
Malgré la présence du phare, le destroyer de la Royal Navy le HMS Goldfinch a fait naufrage dans le brouillard sur Start Point dans la nuit du 18-19 février 1915.

### Lien connexe
- Liste des phares en Écosse